# Clarissa Pinkola Estés
Clarissa Pinkola Estés (n. 27 ianuarie 1945, Gary, Indiana, SUA) este o scriitoare americană și psihanalistă jungiană. Este autoarea cărții "Femei care aleargă cu lupii", care a rămas pe lista celor mai vândute în New York Times timp de 145 de săptamâni, cu peste două milioane de exemplare vândute.